# Xã Canton, Quận Fillmore, Minnesota
Xã Canton (tiếng Anh: Canton Township) là một xã thuộc quận Fillmore, tiểu bang Minnesota, Hoa Kỳ. Năm 2010, dân số của xã này là 724 người.